# Alucita tesserata
Alucita tesserata là một loài bướm đêm thuộc họ Alucitidae. Loài này có ở Nam Phi.